# Пярнумаа
Пя́рнумаа (эст. Pärnumaa) или Пя́рнуский уе́зд (эст. Pärnu maakond) — один из 15 уездов Эстонии, самый крупный по площади, расположенный в юго-западной части страны на побережье Рижского залива. Граничит с уездами Ляэнемаа и Рапламаа на севере и Ярвамаа и Вильяндимаа на востоке. Административный центр — город Пярну. В состав уезда входит 1 город-муниципалитет и 6 волостей.

## География
Почти половина территории покрыта лесом. Протекает река Пярну. В состав уезда входят острова Кихну и Манилайд. Расположена часть территории национального парка Соомаа, а также Нигулаский заповедник.
Площадь уезда Пярнумаа — 5418,82 км² (12,5 % от общей площади страны).

## Муниципалитеты
В состав уезда входит 1 город-муниципалитет и 6 волостей:
Город-самоуправление:
 муниципалитет Пярну
Волости:
 Кихну
 Ляэнеранна
 Пыхья-Пярнумаа
 Саарде
 Тори
 Хяэдемеэсте
С 1 января 2018 года уездные управы и, соответственно, должности старейшин уездов в Эстонии упразднены. Их обязанности переданы государственным учреждениям и местным самоуправлениям. до этого старейшиной уезда был Тоомас Кивимяги (Toomas Kivimägi).

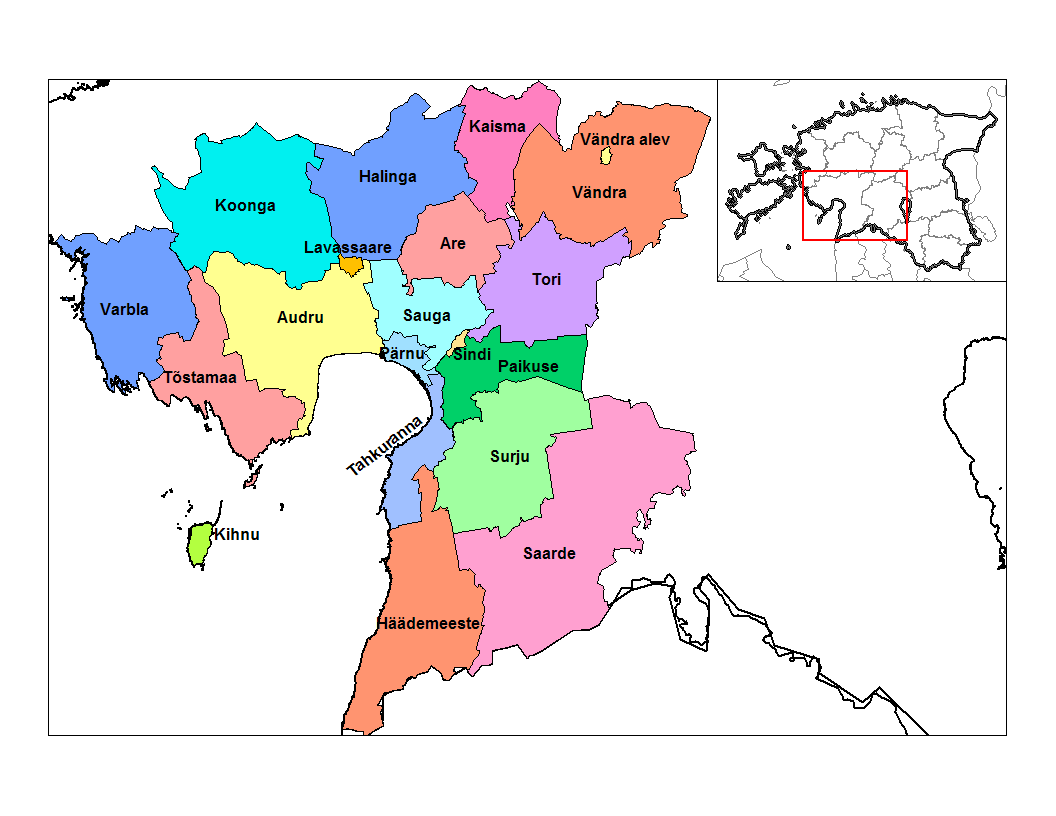
Муниципалитеты уезда Пярнумаа до реформы 2017 года

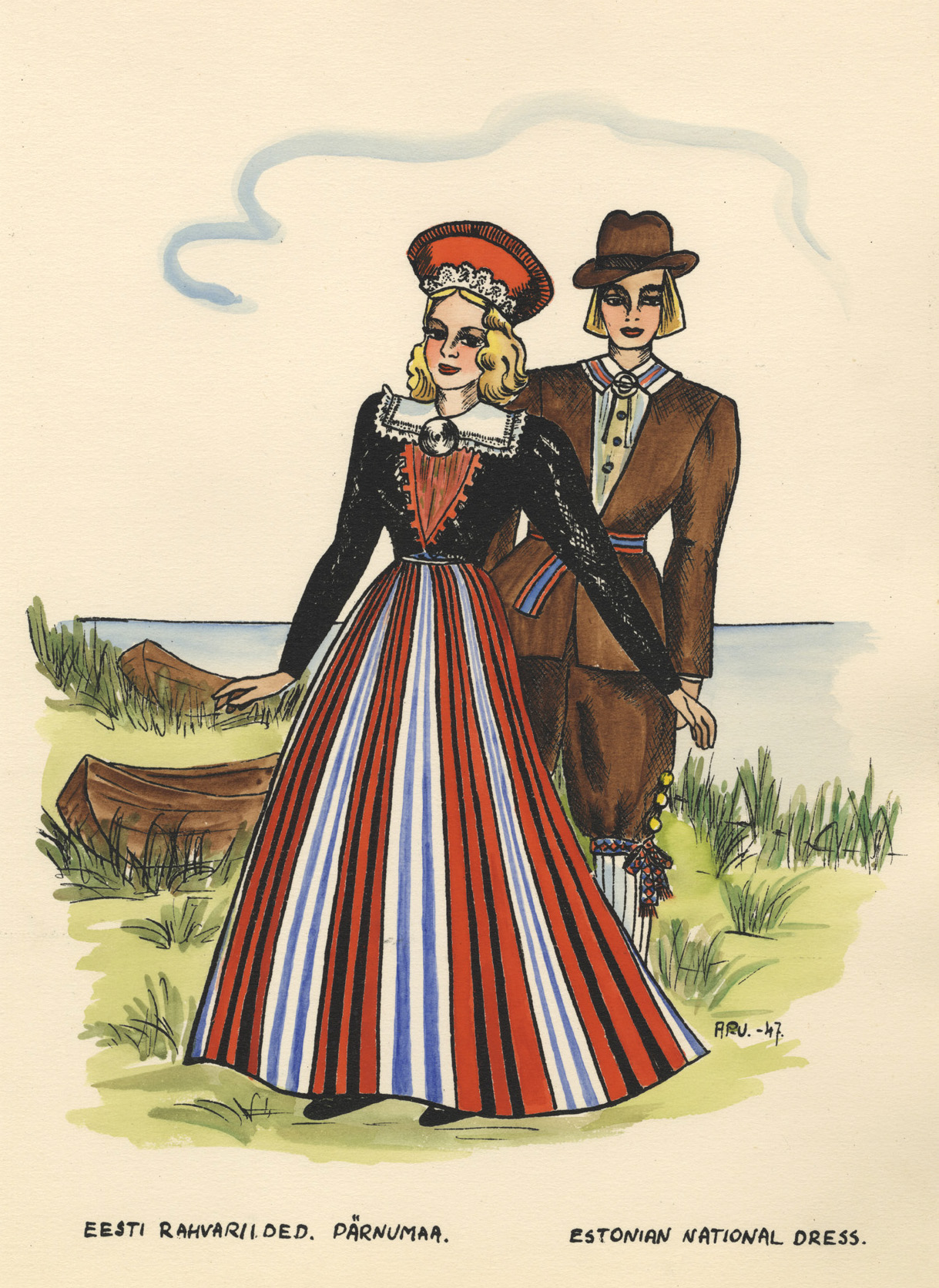
Национальные костюмы эстонцев-жителей Пярнумаа

До административно-территориальной реформы 2017 года в состав уезда входили 19 самоуправлений: 2 города-муниципалитета, 15 волостей и 1 поселковая волость.
Города-муниципалитеты:
- Пярну
- Синди

Волости:
- Аре
- Аудру
- Варбла
- Вяндра (волость)
- Кихну
- Коонга
- Пайкузе
- Саарде
- Сауга
- Сурью
- Тахкуранна
- Тоотси
- Тори
- Тыстамаа
- Халинга
- Хяэдемеэсте

Поселковая волость:
- Вяндра

## Население
Число жителей Пярнумаа на 1 января каждого года по данным Департамента статистики:
| Год  | 2018   | 2019     | 2020     | 2021     | 2022     | 2023     | 2024     |
| ---- | ------ | -------- | -------- | -------- | -------- | -------- | -------- |
| Чел. | 85 756 | ↗ 85 938 | ↗ 86 185 | ↘ 85 760 | ↘ 85 705 | ↗ 87 418 | ↗ 87 891 |

## История
На территории уезда обнаружена древнейшая в Эстонии стоянка древнего человека (каменный век).

## Туризм
Уезд является популярным местом отдыха иностранных туристов.